# Кенгуровый прыгун Мерриама
Кенгуровый прыгун Мерриама (лат. Dipodomys merriami) — грызун из рода кенгуровых прыгунов, обитающий на юге Северной Америки. Видовое название дано в честь американского зоолога Клинтона Мерриама (1855—1942).

## Описание
Кенгуровый прыгун Мерриама длиной от 8 до 14 см, длина хвоста составляет от 14 до 16 см, таким образом общая длина составляет 22—30 см. Масса тела достигает 40—45 г. Шелковистый мех сверху серого, а снизу белого окраса с тонкими тёмно-серыми и белыми полосами по бокам. Длинный, тонкий хвост с кисточкой, служащей для балансирования.

## Распространение
Вид распространён от южной Аризоны до центра восточной Мексики, где он населяет пустыни, полупустыни и сухие равнины.

## Образ жизни
Кенгуровый прыгун Мерриама быстро передвигается по песчаным пустынным землями с помощью больших задних ног. Он регулярно принимает пылевые ванны, чтобы содержать в чистоте шерсть и кожу. Животные живут в группах, роют норы. Питаются семенами лопуха и кактуса.

## Подвиды
Два подвида — Dipodomys merriami collinus и Dipodomys merriami parvus — находятся под угрозой из-за сокращения мест обитания в связи с развитием прибрежных мегаполисов в Калифорнии.